# Torigea symmetricus
Torigea symmetricus är en fjärilsart som beskrevs av Alexander Schintlmeister 1997. Torigea symmetricus ingår i släktet Torigea och familjen tandspinnare. Inga underarter finns listade i Catalogue of Life.